# Windhoek Bus Service
Move Windhoek (bis 13. November 2016 Städtische Busdienst Windhoek, englisch City of Windhoek Municipal Bus Services) ist der städtische Angebot für Busverkehr in Windhoek, Namibia. Er wurde 1958 gegründet. Der Busdienst ist als Bus Services Division eine eigene Abteilung innerhalb der Transportbehörde der Stadtverwaltung Windhoek.

## Geschichte
Das Bussystem nimmt die öffentliche Versorgung innerhalb Windhoeks als reines Pendlerbussystem zu Stoßzeiten wahr, spielt jedoch im täglichen Leben nach den Taxis und Kleinbussen nur eine untergeordnete Rolle. Auch aufgrund der geringen Taktung, der wenigen Strecken und der schlechten Ausstattung galt der Dienst als wenig beliebt. Eine 2005 vorgeschlagene Privatisierung und dem Ziel der Steigerung der Wettbewerbsfähigkeit wurde von der Stadt abgelehnt. Am 1. September 2010 hat der Busdienst 20 fabrikneue Busse erhalten. Der Ausbau auf eine Flotte von 100 Bussen ist bis 2015 geplant.
Die 79 Busse bedienen 11 Strecken und übernehmen teilweise Sonderleistungen. Sie dienen unter anderem als Schulbusse. Die Fahrzeuge sind im Durchschnitt mehr als 20 Jahre alt, mit den neuesten Modellen aus dem Jahre 1997.

## Modernisierung und Ausbau
Im Juni 2015 gab die Stadtverwaltung bekannt, dass auf Grundlage des Sustainable Urban Transport Master Plan for Windhoek including Rehoboth, Okahandja and Hosea Kutako International Airport, der in Zusammenarbeit mit der GIZ erstellt wurde, ein neues Bussystem entwickelt werden soll. Eine erste Teststrecke hat im gleichen Monat den Betrieb aufgenommen. Zudem werden 20 bis 30 moderne Niederflurbusse der Marken MAN und Mercedes-Benz im Wert von 80 Millionen Namibia-Dollar ab November 2015 angeschafft. Im November wurde der erste von 26 Niederflurbussen in Windhoek vorgestellt. Im Februar 2016 nahmen die ersten Niederflurbusse den Dienst auf. Zudem wurde auf neuen Linien der Betrieb aufgenommen, die mittelfristig die alten Buslinien ersetzen sollen.
Am 14. November 2016 wurde das Bussystem erstmals auf 14 Strecken, auf denen ausschließlich moderne Niederflurbusse eingesetzt werden sollen, umgestellt werden. Erstmals soll ein Nahverkehrssystem angeboten werden, in dem nach festen Fahrplänen und Taktung gefahren wird. Es wurde nach zwei Wochen eingestellt und nicht wieder aufgenommen.